# Tipula (Lunatipula) modesta
Tipula (Lunatipula) modesta is een tweevleugelige uit de familie langpootmuggen (Tipulidae). De soort komt voor in het Palearctisch gebied.